# Couffé
Couffé é uma comuna francesa na região administrativa da Pays de la Loire, no departamento de Loire-Atlantique. Estende-se por uma área de 39,97 km². Em 2010 a comuna tinha 2 608 habitantes (densidade: 65,2 hab./km²).